# Luiz Eduardo de Oliveira

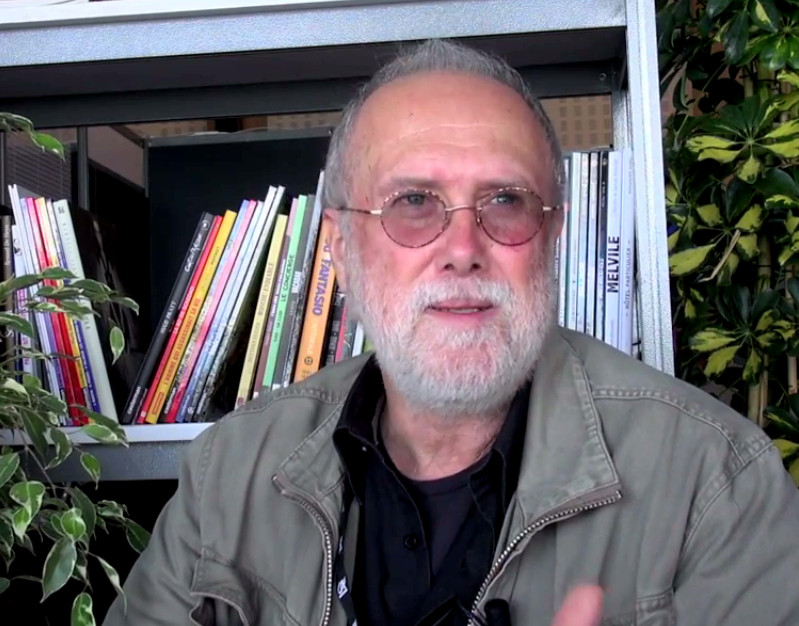
Leo en el festival Quai des Bulles de 2013.

Luiz Eduardo de Oliveira (Río de Janeiro,1 de enero de 1944), también conocido como Leo, es un dibujante y guionista de historietas brasileño.

## Biografía
Estudió ingeniería mecánica y, tras residir en Brasil, Chile —lugares que tuvo que abandonar por motivos políticos— y Argentina, regresó a su país natal, donde se inició como ilustrador. Tras su marcha a Francia en 1981, decidió dedicarse al mundo del cómic. En este campo empezó realizando pequeñas historietas en publicaciones como L'Echo des sabanes y Pilote. En 1986, tras conocer a Jean-Claude Forest, empezó a trabajar en la revista Okapi. En 1988 publicó el álbum Gandhi, le Pélerin de la paix, que tuvo como guionista a Benoît Marchon.
También fue en 1988 cuando empezó una intensa colaboración con el guionista Rodolphe, con el que realizó la serie Trent entre 1991 y 2000, cuyo protagonista era un miembro de la policía montada de Canadá; así como la serie Kenia, que se publicó entre 2001 y 2008, de corte fantástico. Esta serie tuvo su continuación con Namibia, que fue publicada entre 2010 y 2014 por Leo y Rodolphe como guionistas y Bertrand Marchand como dibujante. Leo también trabajó como guionista para Icar, en Terres Lointaines y Ultime frontière; Fred Simon, en Mermaid Projet —donde también figura como coguionista Corine Jamar—; Sergio García, en Dexter London y Patrick Pion, en La Porte de Brazenac —con Rodolphe como coguionista.
Su primera obra en solitario fue el cómic de ciencia ficción Los Mundos de Aldebarán, publicada en 1993, que inició una serie de ciclos narrativos continuada con Betelgeuse (1994-1998), Antares (2007-2015), Supervivientes (2011-2017), Retorno a Aldebarán y Neptuno; y cuyo argumento gira en torno a la colonización de planetas situada entre finales del siglo XXI y el siglo siguiente.

## Obra
- Gandhi, el peregrino de la paz, en colaboración con Benoît Marchon. Éditions du Centurion, París, 1989.

- Trent. Guion de Rodolphe, dibujo de Leo, color de Leo y Marie-Paule Alluard, editorial Dargaud, París.
  1. El hombre muerto, 1991, reeditado en 2000.
  2. Le Kid, 1992.
  3. Cuando se encienden las luces…, 1993, reeditado en 2000.
  4. El valle del miedo, 1995.
  5. Wild Bill, 1996.
  6. El país sin sol, 1998.
  7. Miss, 1999.
  8. El pequeño Trent, 2000.

- Los mundos de Aldebarán. Guion, dibujo y color de Leo, Dargaud, París.
  1. Aldebarán.
  2. Betelgeuse.
  3. Antares.
  4. Supervivientes (anomalías cuánticas).
  5. Regreso a Aldebarán.
  6. Neptuno.
  7. Bellatrix.

- Kenia / Namibia / Amazonia. Guion de Leo y Rodolphe, Dargaud.
  1. Kenia
  2. Namibia
  3. Amazonia
  4. Scotland

- Dexter London. Guion de Leo, dibujo de Sergio García, Dargaud, París.
  1. Aventurero profesional, 2002.
  2. Cruzando el desierto, 2003.
  3. Las Fuentes de Rouandiz, 2005.
- Tierras lejanas. Guion de Leo, dibujo y color de Icar, Dargaud, París.
  1. Episodio 1, marzo de 2009.
  2. Episodio 2, septiembre 2009 .
  3. Episodio 3, octubre 2010.
  4. Episodio 4, octubre 2011.
  5. Episodio 5, noviembre 2012.
- Última Frontera. Guion de Leo, dibujo de Icar, Dargaud, París.
  1. Episodio 1, septiembre de 2014.
  2. Episodio 2, octubre de 2015.
  3. Episodio 3, septiembre de2016
  4. Episodio 4, junio de 2017

- Centaurus. Guion de Leo y Rodolphe, dibujo y color de Zoran Janjetov, Delcourt.
  1. Tierra prometida, marzo de 2015.
  2. Tierra extranjera, marzo de 2016.
  3. Tierra de locura, mayo de 2017.
  4. Tierra de angustia, junio de 2018.
  5. Tierra de muerte, septiembre de 2019.

- Europa. Guion de Leo y Rodolphe, dibujo y color de Zoran Janjetov, Delcourt.
  1. La luna de hielo, febrero de 2021.
  2. Vértigo, febrero de 2023.

- Mermaid Proyect. Guion de Leo y Corine Jamar, dibujo de Fred Simon, Dargaud, París.
  1. Volumen 1, septiembre de 2012.
  2. Volumen 2, junio de 2013.
  3. Volumen 3, junio de 2014.
  4. Volumen 4, agosto 2015.
  5. Volumen 5, febrero de 2017.

- Mermaid Project 2. Guion de Leo y Corine Jamar, dibujo de Fred Simon, Dargaud, París.
  1. Volumen 1, mayo de 2018.
  2. Volumen 2, junio de 2020.

- La Puerta de Brazenac. Guion de Leo y Rodolphe, dibujo de Patrick Pion, Dargaud, París. Tomo único, febrero de 2014.

- Mañana. Guion de Leo y Rodolphe, dibujo de Louis Alloing, Delcourt.
  1. Acto 1, enero de 2022.
  2. Acto 2, noviembre de 2022.
  3. Acto 3, noviembre de 2023.